# Simón Colina Domínguez
Simón Colina Domínguez (Barcelona, España, 7 de febrero de 1995), conocido como Simón Colina, es un futbolista español que juega como centrocampista para el SK Vard Haugesund de la Segunda División de Noruega.

## Trayectoria
Aunque nació en Barcelona, vivió desde los tres años en Sils, donde empezó a jugar a fútbol. Jugó en los benjamines del equipo de esta localidad y después pasó por los alevines del Girona F. C. antes de unirse en 2007 a las categorías inferiores del F. C. Barcelona en su primer año de infantil, coincidiendo con Sergi Samper o Jon Toral. Fue dirigido por Francisco Javier García Pimienta tanto en el Cadete A como en el juvenil B, con el que ganaron la Liga Nacional y la Copa Catalunya, con él de capitán del equipo.
Tras abandonar la entidad azulgrana estuvo dos años en el equipo sub-20 del Partick Thistle Football Club antes de pasar por el Nea Salamina Famagusta chipriota, el Radomiak Radom, que en ese momento militaba en la II Liga de Polonia, y el Sandnes Ulf noruego.
Tras cerrar Noruega las fronteras en 2021, regresó a España y estuvo en el Club de Futbol Peralada antes de ir a Islandia para jugar con el UMF Víkingur Ólafsvík.
En febrero de 2022 fichó por la Unió Esportiva Santa Coloma después de haber participado en unas sesiones de la AFE. Allí completó la temporada antes de regresar en el mes de agosto a Noruega para jugar en el SK Vard Haugesund.

## Clubes
| Club                         | País     | Año       |
| ---------------------------- | -------- | --------- |
| Partick Thistle F. C. sub-20 | Escocia  | 2013-2015 |
| Nea Salamina Famagusta       | Chipre   | 2015-2016 |
| Radomiak Radom               | Polonia  | 2016-2018 |
| Sandnes Ulf                  | Noruega  | 2019-2020 |
| Kvik Halden FK               | Noruega  | 2020-2021 |
| C. F. Peralada               | España   | 2021      |
| UMF Víkingur Ólafsvík        | Islandia | 2021      |
| U. E. Santa Coloma           | Andorra  | 2022      |
| SK Vard Haugesund            | Noruega  | 2022-     |